# Aotepe I
Aotepe I (em egípcio: Iah-hotep; fl. 1570-1 540 a.C.) foi uma rainha do Antigo Egito que viveu entre o fim da XVII dinastia e começo da XVIII. Era filha de Tetixeri e do faraó Tao I, penúltimo faraó da XVII e mãe de Amósis-Nefertari e Amósis I, primeiro da XVIII.

## Vida
Aotepe era filha da rainha Tetixeri e do faraó Tao I. Casou-se com seu irmão e sucessor de seu pai, Tao II, com quem teve vários filhos: Amósis, Amósis-Henutemipete, Amósis-Tumerisi, Bimpu, Amósis-Sipairi (porventura pai de Tutemés I), Amósis-Nebeta, Merietamum, Amósis-Nefertari e Amósis I; Amósis-Nefertari e Amósis I se casariam. Tao II morreu em combate contra os hicsos do Baixo Egito e o trono passou para Camés, que logo também foi morto em combate. Amósis I sucedeu Camés, mas era muito jovem e Aotepe assumiu a regência. Segundo uma estela em Carnaque dedicada a ela por seu filho, Aotepe pegou em armas para defender o "Egito" (Tebas, sede de poder de sua dinastia):
| “ | Cuidou dos soldados do Egito, o guardou, trouxe de volta seus fugitivos e reuniu desertores, pacificou o Alto Egito e expulsou seus rebeldes. | ” |

Seu sarcófago dourado, encontrado numa tumba de Deir Elbari em Luxor, está no Museu Egípcio do Cairo. Foi achado em 1881 e dentro dele havia a múmia do Terceiro Período Intermediário (1069–664 a.C.) do sumo sacerdote de Amom Pinedjem I; nele há seu nome e seus títulos de princesa, irmã do rei, grande esposa real e mãe do rei. Outro sarcófago, de Dra Abul Naga, também tem seu nome, mas se pensa que deve ter pertencido a Aotepe II, a suposta esposa de Camés. Havia em seu interior uma múmia, descartada equivocadamente pelos escavadores. Alguns pensam que ambos os sarcófagos são de Aotepe I, ignorando a existência de Aotepe II, enquanto já se pensou que ao menos o de Deir Elbari era de uma suposta esposa de Amenófis I (r. 1525–1504 a.C.), mas a teoria foi logo descartada, pois ele não teve filhos, logo, ela não poderia ser mãe do rei.